# حزب جهاد الشعب
حزب جهاد الشعب (بالفرنسية: Parti du Jihad du peuple)‏ ويسمى أيضًا حزب جهاد الشعب للتنمية الاقتصادية والاجتماعية (بالفرنسية: Parti du Jihad du peuple pour le développement économique et social)‏ هو حزب سياسي مغربي سابق. أسَّس في عام 2002 بواسطة الملكي المالكي. حُل الحزب عام 2003.